# Eeva Kilpi

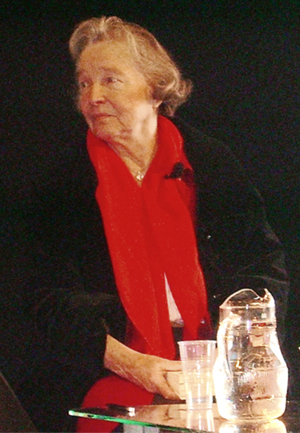
Eeva Kilpi auf der Buchmesse von Turku (2008)

Eeva Karin Kilpi (* 18. Februar 1928 in Hiitola; eigentlich Eeva Karin Salo) ist eine finnische Schriftstellerin und Dichterin. Seit Ende der 1950er-Jahre veröffentlicht sie Romane, Kurzgeschichten- und Gedichtsammlungen. Die Autorin zählt in ihrem Heimatland zu den frühesten feministischen Stimmen in der Literatur. In ihrem Werk verarbeitet sie hauptsächlich Elemente, die auf persönlichen Erfahrungen basieren, so unter anderem die Vertreibung aus ihrer Heimatregion Karelien und das Leben als geschiedene und alleinstehende Frau im Finnland der 1960er- und 1970er-Jahre.

## Leben

### Kindheit, Ausbildung und erste Veröffentlichungen
Eeva Kilpi wurde 1928 als Eeva Salo, Tochter von Solmu Aulis Aimo Salo und dessen Ehefrau Helmi Anna Maria (Geburtsname: Saharinen) in einem karelischen Dorf geboren. Die Familie war im Zweiten Weltkrieg gezwungen, ihre Heimatregion zu verlassen. Eeva Salo besuchte die Schule in Imatra, die sie 1946 abschloss. Danach zog sie nach Helsinki und heiratete 1949 den Dichter Mikko Kustaa Kilpi, dessen Namen sie annahm. Sie besuchte die Universität Helsinki und schloss ein pädagogisches Studium im Jahr 1953 ab.
1956 begann Eeva Kilpi als Englischlehrerin zu arbeiten, gab ihre Stellung aber schon ein Jahr später auf, um sich als Hausfrau und Mutter den aus der Ehe stammenden drei Söhnen zu widmen. Unzufrieden mit ihrer Ehe, begann sie Ende der 1950er-Jahre mit dem Schreiben und veröffentlichte 1962 mit Nainen kuvastimessa (dt. etwa „Frauen im Spiegel“) einen Roman über diesen Lebensabschnitt. Ihr Werk ist geprägt von starken Frauenfiguren, so auch in ihrem ersten Roman Kukkivan maan rannat (1960), der das sexuelle Erwachen einer jungen Frau in Karelien zum Thema hat. „Ihre Frauen sind ... lebendig – gleichsam dem schmerzvollen Wesen ihrer Existenz bewusst, unabhängig, respektvoll gegenüber Kreativität und Emotion, nah und fern, offen und nachdenklich, ebenso wie die Autorin zu sein scheint“, so die Literaturkritikerin Kathleen Osgood Dana, die im Gegenzug die männlichen Figuren Kilpis, mit wenigen Ausnahmen, als durchweg „glatt gezeichnet“ beschreibt. Dana teilte das Œuvre der Autorin 1985 in vier chronologische Phasen ein: Kindheit, Jugend, Gründung und Auflösung der Familie; Zerreißproben und vorläufige Erfolge einer auf sich selbst gestellten Frau (endet mit dem Roman Häätanhu, 1973); Gedichte und (ab 1979 mit der Kurzgeschichtensammlung Se mitä ei koskaan sanota) eine ausführliche Untersuchung in die immateriellen Verbindungen, die Familienvergangenheiten und unser Selbst verknüpfen.

### Etablierung als Autorin
Im Jahr 1966 ließ sich Kilpi von ihrem Ehemann scheiden. Ihr Bekanntheitsgrad stieg mit weiteren Veröffentlichungen, darunter einem Roman (Elämä edestakaisin, 1964) und Kurzgeschichtenbände. 1968 wurde sie für die Kurzgeschichtensammlung Rakkauden ja kuoleman pöytä (1967) erstmals mit dem nationalen Buchpreis Finnlands (Valtion kirjallisuuspalkinto) ausgezeichnet, den sie zwei weitere Male gewinnen sollte. Etablieren in der finnischen Literatur als eigenständige Stimme konnte sie sich 1970 mit der Kurzgeschichtensammlung Kesä ja keski-ikäinen nainen, über eine alleinstehende Frau in den mittleren Jahren, die versucht, sich in einer familienorientierten Gesellschaft zurechtzufinden.
1972 erschien Tamara, der zu den einflussreichsten Romanen in Kilpis Werk gezählt wird, das auch mehrere Gedichtbände umfasst. In Tamara schildert die finnische Autorin die intellektuelle Freundschaft zwischen einer sexuell aktiven Frau, die zahlreiche Affären unterhält, und ihrem querschnittsgelähmten, impotenten Hochschullehrer. Der Roman wurde in zehn Sprachen übersetzt, 1974 auch ins Deutsche. Dana nennt es eines der explizit erotischsten, kreativsten und moralischen Werke Kilpis. Es enthalte eine der wenigen vollständig realisierten Männerfiguren im Œuvre der Autorin.
Popularität und Lob seitens der Kritiker brachte Kilpi ab Ende der 1980er-Jahre in Finnland die Veröffentlichung der autobiographischen Roman-Trilogie Muistojen aika („Zeit der Erinnerungen“), bestehend aus den Teilen Talvisodan aika (1989), Välirauha, ikävöinnin aika (1990) und Jatkosodan aika (1993), ein. In den Werken, die die Jahre 1939 bis 1945 abdecken, erinnert sich Kilpi an den Winter- und Fortsetzungskrieg zurück, den sie als Jugendliche in Karelien miterlebte, berichtet von ihrer Schulzeit und den Evakuierungen und Umsiedlungen. Dana zog Parallelen zu Elementen aus Kilpis fiktionalem Werk (Elama edestakaisin, 1979; Elaman evakkona, 1983).
In den 1980er Jahren näherte sich die Autorin in ihren Kurzgeschichten- und Gedichtsammlungen verstärkt dem Schutz der Natur, Tiere und Pflanzen als Themen an. Im 1996 erschienenen Gedichtband Kiitos eilisesta (dt. etwa „Danke für gestern“) verarbeitete Kilpi den Tod ihrer gebrechlichen, dominierenden Mutter. Dana zog Vergleiche zur US-amerikanischen Autorin May Sarton (1912–1995). Wie Sarton hätte Kilpi weibliches Leiden und menschliche Trauer in ihrem Schreiben zurückverfolgt, so dass diese „kleinen Nöte und große Qualen greifbar“ würden. „Ihre Gedichte sind Ausbrüche von Wut, Bitterkeit und Neid, großer Einsamkeit und Sehnsucht nach Gesellschaft jeglicher Art, aber sie sind auch Weggefährten, Quellen des Trostes, und liebe Freunde“, so Dana.
Kilpi lebt heute in Espoo. Sie ist Mitglied der Vereinigung finnischer Schriftsteller, deren Leitung sie von 1971 bis 1973 innehatte. Von 1970 bis 1975 war sie Präsidentin der finnischen P.E.N. 1974 wurde Kilpi mit der Medaille Pro Finlandia (Orden des Löwen von Finnland) geehrt.

## Werke

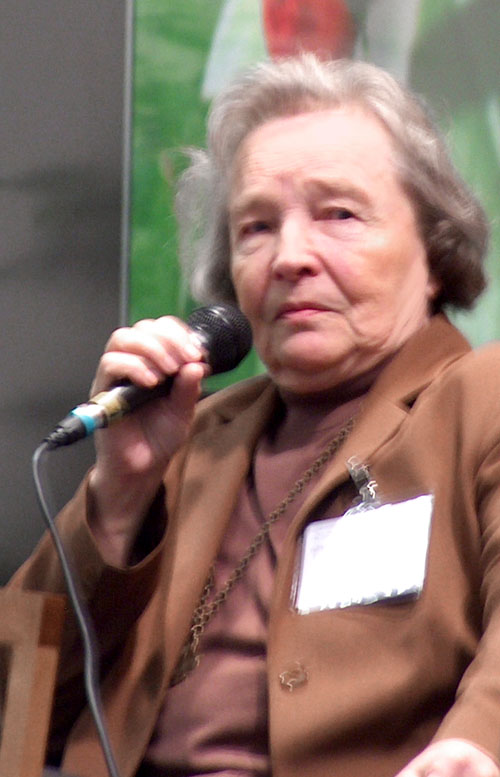
Eeva Kilpi auf der Buchmesse von Helsinki (2008)

### Kurzgeschichtensammlungen
- 1959: Noidanlukko (dt. Wind in Ahornblüten, 1963)
- 1966: Lapikkaita
- 1967: Rakkauden ja kuoleman pöytä
- 1970: Kesä ja keski-ikäinen nainen
- 1971: Hyvän yön tarinoita
- 1979: Se mitä ei koskaan sanota
- 1986: Kuolema ja nuori rakastaja
- 1987: Kootut novellit vuosilta 1959–1986

### Romane
- 1960: Kukkivan maan rannat
- 1962: Nainen kuvastimessa
- 1964: Elämä edestakaisin
- 1972: Tamara (dt. Tamara, 1974)
- 1973: Häätanhu
- 1978: Naisen päiväkirja
- 1983: Elämän evakkona
- 1989: Talvisodan aika
- 1990: Välirauha, ikävöinnin aika
- 1993: Jatkosodan aika
- 1998: Muistojen aika. Yhteisnide kolmesta edellisestä kirjasta
- 2001: Rajattomuuden aika
- 2007: Unta vain

### Gedichtbände
- 1972: Laulu rakkaudesta ja muita runoja
- 1976: Terveisin
- 1978: Runoja 1972–1976
- 1982: Ennen kuolemaa
- 1987: Animalia
- 1991: Laulu rakkaudesta, Eeva Kilven runot, Ellen Thesleffin kuvat
- 1996: Kiitos eilisestä
- 2000: Perhonen ylittää tien. Kootut runot 1972–2000
- 2012: Kuolinsiivous

### Essays
- 1976: Ihmisen ääni

## Auszeichnungen
- 1968: Nationaler Buchpreis für die Kurzgeschichtensammlung Rakkauden ja kuoleman pöytä
- 1974: Nationaler Buchpreis für den Roman Häätanhu
- 1974: Medaille Pro Finlandia (Orden des Löwen von Finnland)
- 1977: Espoo-Medaille
- 1984: Nationaler Buchpreis für den Roman Elämän evakkona
- 1990: Runeberg-Preis für den Roman Talvisodan aika
- 1999: Alfred-Kordelin-Preis
- 2001: Karelien-Preis
- 2002: Danke-für-das-Buch-Medaille für den Roman Rajattomuuden aika
- 2007: Nils-Ferlin-Preis
- 2017: Aleksis-Kivi-Preis für ihr Lebenswerk